# Црква Светог Великомученика Пантелејмона у Краљеву
Црква Светог Великомученика Пантелејмона у Краљеву, насељеном месту на територији општине Алексинац, припада Епархији нишкој Српске православне цркве.
Црква посвећена Светом Великомученику Пантелејмону саграђена је 1936. године, у време пароха Николе Стојичића. Освештана је 2000. године руком епископа нишког Иринеја. Поред новијег храма налази се мања црква светих Апостола Петра и Павла изграђене 1946. године на темељима спаљене цркве брвнаре.